# Juan Carlos Buzzetti
Juan Carlos Buzzetti est un footballeur puis entraîneur uruguayen naturalisé australien né le 26 février 1945 à Montevideo.